# Incidente Kōtoku

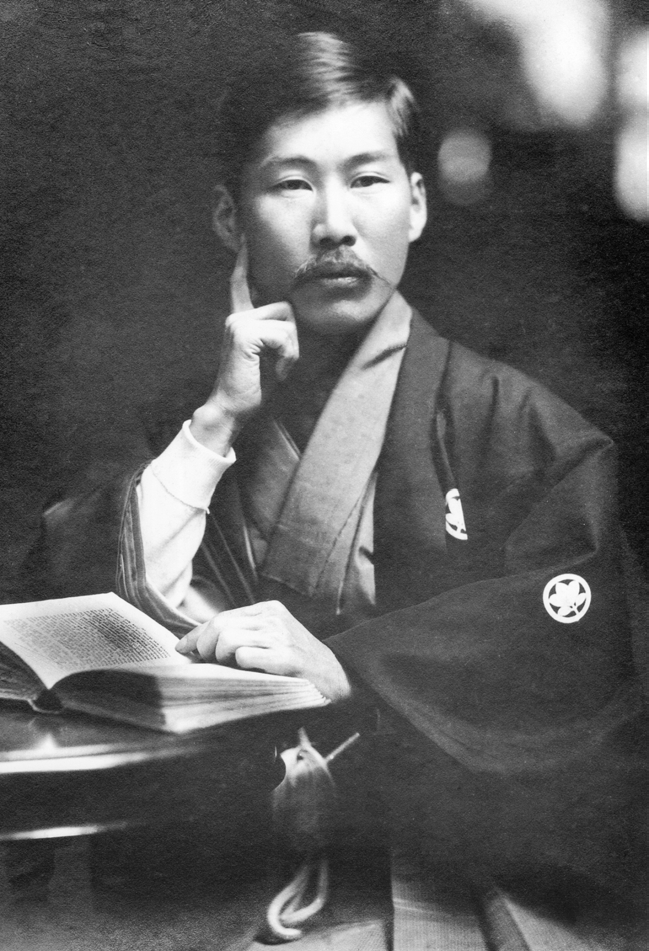
Shūsui Kōtoku

O Incidente Kōtoku (Kōtoku Jiken na língua japonesa), também conhecido como Incidente da alta traição (Taigyaku Jiken na língua japonesa) foi uma conspiração anarquista para assassinar o Imperador Meiji em 1910 levando para uma operação de prisões em massa de contestadores do regime imperial, e a execução de 12 acusados de conspiração em 1911.
Em 20 de Maio de 1910, a polícia fez uma busca no quarto de Takichi Miyashita, um jovem empregado de uma madeireira na prefeitura de Nagano, encontrando materiais que poderiam ser utilizados na construção de artefatos explosivos. Através das investigações a polícia conseguiu deter seus cúmplices Toru Nitta, Tadao Niimura, Rikisaku Furukawa e Shūsui Kōtoku e sua esposa a autora feminista Kanno Suga. Através dos interrogatórios os investigadores descobriram o que o escritório da promotoria definiu como uma conspiração a nível nacional contra a monarquia japonesa.
Em investigações posteriores, muitos progressistas e supostos simpatizantes foram detidos e interrogados por todo o pais. Eventualmente, 25 homens e uma mulher foram levados a tribunal sendo processados pela violação do Artigo 73 do Código criminal (prejudicar ou tentar prejudicar o Imperador ou membro da família imperial). O caso foi julgado em um tribunal fechado, e o promotor era Kiichiro Hiranuma.
Sendo a evidência contra os quatro principais acusados conclusiva, a evidência contra os outros 21 considerada circunstancial. Apesar disso, vinte e quatro dos vinte e seis acusados foram condenados a morte por enforcamento em 18 de Janeiro de 1911, sendo os dois acusados restantes sentenciados a penas de 8 e 11 anos por violação por posse de explosivos. Após serem lidas as penas, ainda no tribunal, ao final do julgamento os 24 condenados gritaram juntos Museifu Shugi Bansai! (Viva a Anarquia! na língua japonesa).
Das sentenças a morte, um mandato imperial comutou 12 a prisão perpétua no dia seguinte. Das 12 remanescentes, 11 foram executadas em 24 de Janeiro de 1911. Entre os executados estavam Shūsui Kōtoku, um proeminente anarquista japonês, e Seinosuke Oishi, um médico. O último dos réus condenados, a única mulher, Kanno Suga, foi executada no dia seguinte.
O caso foi amplamente utilizado como um pretexto pelas autoridades para perseguir dissidentes do regime. Apenas cinco ou seis dos acusados e condenados no julgamento possuíam factualmente alguma relação com o complô para assassinar o imperador. Mesmo o mais acusado de todos os envolvidos, Shūsui Kōtoku, não estava envolvido no planejamento dos crimes desde os primeiros estágios, mas seu alto prestígio fez dele a principal figura do incidente.
O Incidente da Alta Traição está indiretamente relacionado ao Incidente da Bandeira Vermelha de 1908. Durante a investigação da Alta Traição, anarquistas já encarceirados foram questionados a respeito de possível envolvimento, entre estes estavam Ōsugi Sakae, Sakai Toshihiko, e Hitoshi Yamakawa. No entanto, naquela conjuntura, o fato de já estarem confinados em cadeias evitou que muitos deles encarassem futuros processos. Kano Suga, que não havia sido considerada culpada durante os julgamentos do Incidente da Bandeira Vermelha, foi presa, julgada, e sentenciada a morte nos julgamentos do Incidente da Alta Traição.
Tal incidente tornou-se um marco no desenvolvimento intelectual do  período Meiji tardio, com o aumento do controle e adensamento da repressão contra ideologias consideradas potencialmente subversivas. Sendo ele quase sempre citado como um dos fatores chave para a promulgação das Leis de Preservação da Paz.
Um apelo para um novo julgamento foi solicitado após o final da Segunda Guerra Mundial sem, no entanto, ser aceito pela Corte Suprema em 1967.

## Envolvidos
- Rikisaku Furukawa (1884 - 1911)
- Kanno Suga (1881 - 1911)
- Shūsui Kōtoku (1871 - 1911)
- Takichi Miyashita (1875 - 1911)
- Tadao Niimura (1887 - 1911)
- Toru Nitta (1880 - 1911)
- Seinosuke Oishi